# 鄂彌達
鄂彌達（穆麟德轉寫：omida，1685年—1761年），字質夫，鄂濟氏，滿洲正白旗人，清朝政治人物。

## 生平
曾任宁古塔将军、江宁将军。雍正十二年（1734年）十月，清廷以山东青州将军鄂弥达署直隶天津都统。十二月，清廷调署直隶天津都统鄂弥达来京。1732年3月21日－1735年1月5日期間，奉旨接替張溥擔任兩廣總督，成为兼轄廣西地區的廣東、廣西兩省之最高統治者，亦為清朝封疆大吏之一。其中，1732年3月21日－10月17日這段期間為代署。曾任吏部左侍郎。乾隆十六年（1751年），任鑲藍旗漢軍都統。乾隆二十年六月癸丑，接替阿克敦，擔任清朝刑部尚書。二十二年（1757年），加太子太保。乾隆二十六年卒於任上，賜祭葬，諡文恭，由舒赫德接任。
乾隆二十五年十月份的臺灣府彰化縣鹿仔港，奸民沈房挾嫌豎旗，並在旗上書寫「奪國大元帥」名號，試圖陷害外委張世奇一案中，便有相關記載。刑部尚書鄂彌達的奏報，此案件的處理方式是依照「兇惡之徒捏造悖謬言詞，投貼匿名揭帖例，擬絞立決」的刑罰規定。

## 家族
- 始祖奇塔巴颜。“竒塔巴顔，正白旗人，世居烏喇地方，國初来歸。其孫富魁原任佐領。元孫瑪瑚善原任委署䕶軍參領。四世孫常山亦原任委署䕶軍參領，鄂彌達現任寧古塔將軍”（载《八旗滿洲氏族通譜》卷46）。
- 高祖。
- 曾祖辈富魁，原任佐领。
- 祖父。
- 父辈瑪瑚善，原任护军参领。
- 同辈常山，护军参领。
- 侄、子辈勒都浑，鄂世馨，勒什馨，赫什馨[2]。
- 子佛伦，湖北隨州知州。
- 子那彦宝，侍卫。
- 孙女鄂济氏，嫁镶蓝旗满洲、陕甘总督什勒氏恩特亨额[3]。其子道光十五年（1835年）乙未科进士春熙 (道光十五年進士)、同年进士春輅。

### 书目
- 清史稿

## 延伸阅读
[在维基数据编辑]
 《清史稿·卷323》，出自趙爾巽《清史稿》

| 官衔          | 官衔                                                                                   | 官衔          |
| ------------- | -------------------------------------------------------------------------------------- | ------------- |
| 前任： 郝玉麟 | 兩廣總督 任職期間：1732年3月21日－1738年8月30日                                        | 繼任： 馬爾泰 |
| 前任： 阿克敦 | 清朝刑部滿尚書 乾隆二十年六月癸丑 - 乾隆二十六年七月丁未 1755年7月19日 - 1761年8月10日 | 繼任： 舒赫德 |